# کمیته تخصصی نام‌نگاری و یکسان‌سازی نام‌های جغرافیایی ایران
کمیته تخصصی نام‌نگاری و یکسان‌سازی نام‌های جغرافیایی ایران در سال ۱۳۷۹ با تصویب هیئت دولت ایران تشکیل گردید. هدف از تشکیل این کمیته سامان بخشیدن به نام‌های جغرافیایی کشور و استانداردسازی آن‌ها برای ناوبری جهانی است. این کمیته بالاترین مرجع تصمیم‌گیری در مورد تلفظ درست و رومانیزه کردن نام‌ها است. این کمیته متشکل از نمایندگان چند سازمان ذیربط با مسئولیت سازمان نقشه‌برداری کشور است و نسبت به نام‌نگاری و یکسان‌سازی نام‌های جغرافیایی سرزمین ایران اقدام می‌کند.
سابقه تشکیل کمیته تخصصی نام‌نگاری و یکسان‌سازی نام‌های جغرافیایی ایران
کمیته تخصصی نام‌نگاری و یکسان‌سازی نام‌های جغرافیایی ایران، نهادی ملی است که مطابق مصوبه هیأت محترم وزیران به شماره17566/ت 22544 هـ ، مورخ 2/5/1379و اصلاحیه آن به شماره22697/ت 58630هـ مورخ 2/3/1400مقرر داشت کمیته ای تحت عنوان «کمیته تخصصی نام‌نگاری و یکسان‌سازی نام‌های جغرافیایی ایران» متشکل از نمایندگان سازمان‌های ذیربط با مسئولیت سازمان نقشه‌برداری کشور تشکیل شود تا نسبت به نام‌نگاری و یکسان‌سازی نام‌های جغرافیایی سرزمین ایران اقدام نماید.
ایران از سال 1967 میلادی رسما در کنفرانس‌های بین المللی یکسان‌سازی نام‌های جغرافیایی سازمان ملل متحد شرکت کرده و دستگاه‌های مختلفی از جمله وزارت دفاع و پشتیبانی نیروهای مسلح، وزارت امور خارجه، موسسه جغرافیایی دانشگاه تهران و سازمان نقشه‌برداری به عنوان نماینده کشور در این مجامع شرکت کرده و گزارش ملی را که حاوی فعالیت‌های داخلی در زمینه نام‌نگاری و یکسان‌سازی نام‌های جغرافیایی بوده ارائه نموده‌اند.
ایران همچنین، به عنوان رئیس گروه زبانی - جغرافیایی جنوب‌غرب آسیا (به جز کشورهای عربی) از گروه متخصصان نامهای جغرافیایی سازمان ملل، می‌کوشد تا فعالیت‌های استانداردسازی نام‌های جغرافیایی در کشورهای عضو این ناحیه را هماهنگ سازد.

## اهداف
این کمیته مأموریت دارد زمینه‌های لازم برای نگارش صحیح و استفاده همسان نام‌های جغرافیایی را در همهٔ وزارت‌خانه‌ها، سازمان‌ها و دیگر نهادها و مؤسسات دولتی و خصوصی کشور فراهم سازد.
هدف‌های کمیته تخصصی نام‌نگاری و یکسان‌سازی نام‌های جغرافیایی ایران عبارتند از:
1. جمع‌آوری اطلاعات مربوط به نام‌های جغرافیایی سرزمین
2. ثبت صحیح و مستندسازی جغرافیایی و جلوگیری از تشتت در نام‌های جغرافیایی
3. تدوین دستورالعمل‌ها و روش‌های علمی ثبت صحیح نام‌های جغرافیایی
4. یکسان‌نمودن و همسان‌سازی نام‌های جغرافیایی در اسناد مکتوب و نقشه‌ها
5. ارتباط با دولت‌های عضو شورای اقتصادی و اجتماعی سازمان ملل متحد و بهره‌گیری از تجارب آنها در این زمینه
6. رفع مشکلات بین‌المللی ناشی از متفاوت بودن نام‌های جغرافیایی در ترجمه از زبانی به زبان دیگر

## کارگروه‌های کمیته تخصصی نام‌نگاری و یکسان‌سازی نام‌های جغرافیایی[۳]
ایجاد کارگروه‌ها  مهم‌ترین اقدام در خصوص فعالیت‌های مربوط به توپونیمی در ایران بشمار می آید. بطور کلی ایجاد کمیته و فعالیت‌های متعاقب آن، منجمله ایجاد کارگروه‌ها، در نهایت باعث سازمان‌دهی، هدایت و تجمیع کلیه فعالیت‌ها در زمینه نام‌های جغرافیایی کشور خواهد شد. از طرفی، ایجاد گروه‌های هفت گانه شامل کارگروه نام‌های تاریخی، کارگروه نام‌های دریایی و بستر دریا، کارگروه تقسیمات کشوری، کارگروه نشریات و آموزش، کارگروه نام‌های خارجی(Exonym)، کارگروه پایگاه و وبسایت نام‌های جغرافیایی ایران، کارگروه  آوانگاری هم به منظور نیل به اهداف کمیته و هم در جهت توصیه‌ کنفرانس‌های یکسان‌سازی نام‌های جغرافیایی سازمان ملل متحد بوده و در نهایت ارائه نتایج حاصل از عملکرد گروه‌های فوق به سازمان ملل، ایران را در ردیف کشورهای پیشرو جهت انجام یکسان‌سازی نام‌های جغرافیایی در خواهد آورد.

## اعضاء
این کمیته از نُه وزارتخانه و سازمان تشکیل شده و سرپرستی آن را سازمان نقشه‌برداری کشور بر عهده دارد. در سال ۱۳۷۹ (۲۰۰۰ میلادی) طبق مصوبهٔ هیئت وزیران «کمیتهٔ تخصصی نام‌نگاری و یکسان‌سازی نام‌های جغرافیایی ایران» به‌عنوان نهادی ملی با مسئولیت سازمان نقشه‌برداری کشور و با عضویت نمایندگان وزارتخانه‌های زیر تشکیل گردید:
1. وزارت امور خارجه
2. فرهنگ و ارشاد اسلامی
3. وزارت علوم تحقیقات و فناوری
4. جهاد کشاورزی
5. وزارت دفاع و پشتیبانی نیروهای مسلح
6. وزارت ارتباطات و فناوری اطلاعات و مرکز آمار ایران

بعدا و در اصلاحیه سال ۱۴۰۰ تعداد سازمان‌های عضو کمیته افزایش یافت و وزارت راه و شهرسازی، وزارت آموزش و پرورش، وزارت میراث فرهنگی، گردشگری و صنایع دستی، فرهنگستان زبان و ادب فارسی و سازمان صدا و سیما به آن افزوده شدند.

## اقدامات
ایران از سوی سازمان ملل به عنوان مقر جغرافیایی گروه غرب آسیا تعیین شده در نتیجه کمیته از زمان تأسیس کارهای مهمی انجام داده است. از جمله می‌توان به:
1. آوانگاری بین‌المللی نام‌های جغرافیایی ایران
2. تصویب نام خزر و کاسپین
3. حمایت از پیشنهاد نام گذاری روز ملی خلیج فارس در همایش ژئوماتیک ۱۳۸۲
4. برگزاری سمینار سالانه ژئوماتیک و همچنین سمینارهای منطقهٔ غرب آسیا در مورد نام‌های جغرافیایی

کمیته تخصصی نام‌نگاری و یکسان‌سازی نام‌های جغرافیایی ایران در جلسه مورخ ۱۳۸۱/۹/۱۸ این کمیته مستقر در سازمان نقشه‌برداری کشور متن ذیل را به تصویب رساند: 
جهت جلوگیری از هرگونه سوء تفاهم احتمالی و جلوگیری از تشتت آراء در زمینهٔ نام پهنه آبی شمال کشور، از نام «خزر» در داخل کشور و Caspian در متون خارجی، قراردادها و معاهدات بین‌المللی استفاده گردد
علت صدور این مصوبه آن بود که در داخل کشور بعضی از وزارتخانه‌ها و سازمان‌ها برای دریای شمال ایران نام‌های جداگانه‌ای بکار می‌برد که این مغایر با مصوبات سازمان ملل و سازمان هوانوردی بین‌المللی و دریانوردی بین‌المللی بود. بنا بر استعلامی که از وزارت امور خارجه به عمل آمد، آن وزارتخانه اعلام کرد نام بین‌المللی دریای شمال ایران کاسپین و نام آن در زبان ترکی و فارسی خزر و در زبان عربی هر دو نام قزوین و خزر بکار می‌رود و در تمام اسناد بین‌المللی که یک طرف آن ایران بوده همواره نام خزر بکار رفته است و دریای مازندران هم یک نام محلی است که فقط درایران گاهی در متون رسمی بکار می‌رود.

## پایگاه ملی نام‌های جغرافیایی ایران
پایگاه ملی نام‌هاي جغرافيایی ایران ذیل کارگروهی به همين نام تحت نظر کميته تخصصی نام‌نگاري و یکسان‌سازي نام‌هاي جغرافيایی و توسط سازمان نقشه‌برداري کشور به منظور ثبت صحيح و مستند نام‌هاي جغرافيایی سرزمينی و پيشگيري از تشتت و پراکنده‌کاري و نيز ثبت نادرست و نامستند نام‌ها ایجاد گردید. اطلاعات این پایگاه شامل کليه عوارض جغرافيایی می‌باشد که  در شش کلاس اصلی مراکز جمعيتی، هيپسوگرافی، عوارض آبی، پوشش گياهی، عوارض عمومی و راهها تقسيم و وارد این پایگاه شده، است. 
 اهم اهداف ایجاد پایگاه نام‌های جغرافیایی ایران:
1:  ثبت صحيح و مستند نامهاي جغرافيایی سرزمينی در نقشه ها، اسناد و مدارك تاریخی و جغرافيایی 
2:  حفظ هویت ملی و تاریخی نام‌های جغرافيایی 
3 : شناسایی سرزمين و نشانی‌دار نمودن کليه نام‌هاي جغرافيایی کشور 
4:  ایجاد چارچوبی براي توجيه نام‌ها و موقعيت‌یابی پدیده‌ها و مکان‌ها 
5:  افزایش آگاهی از محيط زندگی و پدیده‌هاي جغرافيایی سرزمين ایران 
6:  دستيابی سریع به اطلاعات جغرافيایی مورد نياز در مدیریت بحران کشور مانند: زلزله، سيل، آتش سوزي و . . . 
- سازمان نقشه‌برداری کشور
- سازمان جغرافیایی نیروهای مسلح